# 2020년 하계 올림픽 칠레 선수단
2020년 하계 올림픽 칠레 선수단은 2021년 일본 도쿄에서 열린 2020년 하계 올림픽에 참가한 올림픽 칠레 선수단이다.
칠레는 2020년 도쿄 하계 올림픽에 출전했다. 원래 2020년 7월 24일부터 8월 9일까지 열릴 예정이었던 올림픽은 코로나19 범유행으로 인해 2021년 7월 23일부터 8월 8일로 연기되었다. 1896년 칠레 국가 데뷔 이후 칠레 선수들은 현대 하계 올림픽에 5회를 제외하고 모두 출전했다. 칠레는 전 세계적인 대공황 시기인 1932년 로스앤젤레스 하계 올림픽에 참가하지 않았고, 1980년 모스크바가 모스크바를 개최할 때도 미국 주도의 보이콧에 참여했다.
칠레는 도쿄올림픽에서 3회 연속 올림픽 메달 획득에 실패했다.

## 출전 선수
| 종목         | 남자 | 여자 | 전체 |
| ------------ | ---- | ---- | ---- |
| 양궁         | 1    | 0    | 1    |
| 육상         | 2    | 1    | 3    |
| 카누         | 0    | 2    | 2    |
| 사이클       | 1    | 2    | 3    |
| 승마         | 1    | 1    | 2    |
| 펜싱         | 0    | 1    | 1    |
| 축구         | 0    | 22   | 22   |
| 골프         | 2    | 0    | 2    |
| 체조         | 1    | 1    | 2    |
| 유도         | 0    | 1    | 1    |
| 근대5종      | 1    | 0    | 1    |
| 조정         | 2    | 0    | 2    |
| 요트         | 1    | 0    | 1    |
| 사격         | 0    | 1    | 1    |
| 스케이트보드 | 0    | 1    | 1    |
| 서핑         | 1    | 0    | 1    |
| 수영         | 1    | 1    | 2    |
| 탁구         | 0    | 1    | 1    |
| 태권도       | 0    | 1    | 1    |
| 테니스       | 1    | 0    | 1    |
| 트라이애슬론 | 1    | 1    | 2    |
| 배구         | 2    | 0    | 2    |
| 역도         | 1    | 1    | 2    |
| 레슬링       | 1    | 0    | 1    |
| 전체         | 20   | 38   | 58   |

## 같이 보기
- 올림픽 칠레 선수단